# Лолль, Свен
Свен Лолл (нем. Sven Loll; род. 4 апреля 1964, Берлин) — немецкий дзюдоист, чемпион и призёр чемпионатов ГДР и Германии, призёр чемпионатов Европы, серебряный призёр летних Олимпийских игр 1988 года в Сеуле.

## Карьера
Выступал в лёгкой (до 71 кг) и полусредней (до 78 кг) весовых категориях. Чемпион (1987, 1989, 1990 годы) и бронзовый призёр (1983, 1988) чемпионатов ГДР. Чемпион (1991) и серебряный призёр (1992) чемпионатов Германии. Серебряный (1988) и бронзовый (1987) призёр чемпионатов Европы. На Олимпиаде в Сеуле завоевал серебряную медаль.